# 青凉寺乡
青凉寺乡，是中华人民共和国山西省吕梁市临县下辖的一个乡镇级行政单位。

## 行政区划
青凉寺乡下辖以下地区：
青凉寺村、白家沟村、刘拉塔村、木家坪村、寨上村、天洼村、梁家会村、民乐村、谢家沟村、大石吉村、湾里村、月家沟村、武家沟村、青条山村、青蒿墕村、青蒿沟村、窑坪墕村、上白塔村、董家墕村、下白塔村、槐树坪村、师庄村、刘家圪塄村、洼头村、下会村、柳沟村、上会村、董家沟村、李家塔村和福利沟村。